# Эшимканов, Мелис Асаналиевич
Мелис Асаналиевич Эшимканов (9 декабря 1962, с. Казарман, Джалал-Абадская область — 15 сентября 2011 года, Бишкек) — киргизский общественный деятель, журналист, публицист. Писал на киргизском и русском языках.

## Детство и юность
Мелис Асаналиевич Эшимканов родился 9 декабря 1962 г. в селе Казарман Тогуз-Тороуского района Джалал-Абадской области Кыргызской Республики. Вырос в городе Фрунзе. Его отец Асаналы Эшимканов был врачом, мать Саадат была медсестрой.
В 1985 году окончил факультет журналистики Кыргызского государственного университета им. 50-летия СССР (ныне — Кыргызский национальный университет имени Джусупа Баласагына).

## Трудовая деятельность
Трудовую деятельность начал в 1979 году транспортировщиком 3 разряда Приборостроительного завода им. 50-летия Киргизской ССР.
С 1979 по 1980 годы работал установщиком декораций 2 разряда Республиканского телецентра.
После окончания ВУЗа в 1985 году работал редактором Главной редакции молодёжного вещания Госкомитета Киргизской ССР по телевидению и радиовещанию.
С 1985 года до 1989 года — собственный корреспондент, заведующий отделом газеты «Ленинчил жаш» Органа ЦК ЛКСМ Киргизии.
С 1989 года по 1990 год работает ответственным секретарем редакции газеты «Комсомолец Киргизии» ЛКСМ.
1990—1991 — инструктор идеологического отдела ЦК ЛКСМ Киргизии.
В 1991 году был главным редактором газеты «Жаштык Жарчысы» ЦК ЛКСМ Киргизии. Затем приватизировал данную бывшую комсомольскую молодёжную газету, назвав газетой «Асаба».
Как известно, после безуспешного путча (ГКЧП) в Москве в августе 1991 г., Кыргызстан запретил деятельность КПСС и ВЛКСМ на территории республики (сентябрь 1991 г.). Имущество бывших комсомольцев приватизировалось в течение 1991-92 гг.
В период с января 1992 года по апрель 2001 года — главный редактор, обозреватель, менеджер ОсОО «Асаба».
Бывший режим президента Аскара Акаева вынудил Мелиса Эшимканова оставить данную независимую газету.
С 2001 года по 2005 год — главный редактор, обозреватель ОсОО РОПГ «Агым».
В апреле 2005 года избран депутатом Жогорку Кенеша Кыргызской Республики третьего созыва.
В ноябре 2007 назначен генеральным директором Национальной Телерадиовещательной корпорации Кыргызской Республики — НТРК.
6 ноября 2009 назначен председателем наблюдательного совета Фонда развития Кыргызстана. Данный фонд был под непосредственным влиянием Максима Бакиева, сына тогдашнего президента Кыргызстана.
В результате народной революции 7 апреля 2010 года, данный фонд был ликвидирован.
Затем на некоторое время Мелис Эшимканов отошёл от политики.
В сентябре 2011 г., Эшимканов собирался начать издание новой независимой газеты, которую он планировал назвать «Баягы Асаба».